# René Sandino Argüello
René Sandino Argüello (Granada, Nicaragua, 15 de octubre de 1930-Managua, 6 de noviembre de 2005) fue un médico de la UNAN con posgrado de la Universidad de París. Reconocido por los años de atención oncológica, sus enseñanzas como profesor de Historia del Arte y la Cultura en la escuela de Bellas Artes, y sus labores como diplomático.

## Reseña biográfica
Nació en la ciudad colonial de Granada Nicaragua, donde residió  con sus padres José Rodolfo Sandino Ubau (17 de febrero de 1893 - 20 de septiembre de 1958), Emelina Argüello Bolaños (22 de julio de 1897 - 12 de enero de 1966) y su hermano mayor el doctor Rodolfo Sandino Argüello (21 de octubre de 1928 - 21 de agosto de 2015).  Fue estudiante del Colegio Centroamérica de Granada a cargo de los sacerdotes jesuitas. Al concluir su bachillerato estudió medicina en la Universidad Nacional Autónoma de Nicaragua (UNAN). Fue alumno y ayudante del Dr. Fernando Vélez Paiz.  Luego se especializó en oncología en la universidad de París y la Fundación Curie, con el fin de servir a los demás. Él fue el primer médico en ser becado a Francia después de la Segunda Guerra Mundial. 
Fue Jefe de Servicio de Cirugía en el Hospital El Retiro, Hospital Fernando Vélez Paiz y Hospital Occidental, todos de Managua. También fue Secretario de la Liga Nicaragüense Contra el Cáncer.
Representó a Nicaragua en las reuniones de la Unión Internacional Contra el Cáncer en Argentina, Suiza y México; y en los Congresos Latinoamericanos y Centroamericanos de Cáncer en México, Argentina, Venezuela, Colombia, Centroamérica y Panamá.
Fue Invitado por el Gobierno de Holanda para visitar los Hospitales de Cáncer en Ámsterdam, Róterdam y La Haya; por el Gobierno de Francia para visitar la Fundación Curie de París y Hospital Gustave Roussy de Villejuif; y por el Grupo Pack y la American Cancer Society como representante por Nicaragua en el curso especial para ‘MEDICOS LATINOAMERICANOS POST GRADUADOS EN CANCER’ en los Hospitales Sloan Kettering Memorial de New York y M. D. Anderson de Houston y National Cancer Institute en Washington.
Fue Miembro del Colegio Internacional de Cirujanos y Chairman de Cáncer en la Pan American Medical Association.
Ejerció con éxito la docencia en la Escuela de Bellas Artes y en la Escuela de Ciencias de la Educación de la UNAN-Managua. Contribuyó en la formación de artistas como Leoncio Sáenz, Carlos Montenegro, Róger Pérez de la Rocha, Francisco Rueda y maestros en los que destacan doña Elba Álvarez de Hernández y Guillermo Ramos. Fue gestor de recursos para la educación y cofundador del Liceo Agrícola de Granada junto con el profesor Guillermo Rothschuh Tablada.
Pablo Antonio Cuadra se refirió a él en la segunda edición de su libro Granada la desgranada de esta manera:
```
 
Es una de esas columnas, que si se multiplican dan sombra fraterna al ágora, al ágape, al diálogo, a la tertulia y mantienen viva y encendida con su aliento la llama de la creatividad de un pueblo. Al doctor René Sandino le hemos llamado -porque lo ha sido- 
médico de poetas
 pero su medicina le ha dado también salud al ambiente o atmósfera que piden respirar el arte y el 
Humanismo
 
```

Electo tres veces diputado al Congreso por su ciudad natal. Fue Presidente del Partido Conservador de Nicaragua, embajador en Canadá, Secretario Privado de la Presidencia de la República con rango de Ministro (durante el gobierno de Violeta Barrios de Chamorro) y miembro de delegaciones ante la ONU., OEA., FAO., y la Organización Panamericana de la Salud.
Mocionó para que importantes lugares de Granada fueran declarados monumentos históricos. Entre estos: la Iglesia de San Francisco y su Convento, la Plaza de los Leones y la Plaza de la independencia, el Parque Cristóbal Colón, y los Muros de Xalteva.
Presentó la ley de Protección del Patrimonio Histórico y Artístico, la personería jurídica de importantes instituciones sociales como: el asilo de ancianos La Providencia, la Casa de la Cultura y la Escuela de Bellas Artes. Gestionó y canalizó ayuda financiera para la Iglesia de San Francisco, la Cruz Roja, el Colegio Salesiano, la Guardería Infantil, el Asilo de Ancianos, la Escuela de Bellas Artes, y la Casa de la Cultura; todas instituciones granadinas.
Fue Secretario General del Comité del 450 Aniversario de la Fundación de Granada (Nicaragua), celebrada en diciembre de 1974. Fue el Dr. Sandino quien tramitó la invitación del Comité para que el Congreso Nacional de Nicaragua se trasladara a Granada el día 8 de diciembre de 1974.
Siendo Diputado al Congreso, estuvo entre los rehenes durante la toma al Palacio Nacional por el comando sandinista liderado por Edén Pastora (Comandante Cero) el 22 de agosto de 1978.
Su obra Granada la desgranada rescata hechos, fechas, personajes, imágenes de la ciudad.

## Vida personal
Contrajo matrimonio con Bertha Monterrey Muñoz el 26 de diciembre de 1960 en Granada, con la que tuvo cinco hijos: Emelina, Sara María, René de Jesús, Lolita del Carmen y Javier.
Gustaba mucho de la música clásica, pero su especial afición era el tango. Llegó a tener una de las colecciones de discos de tango más completas en Centroamérica.

## Distinciones
- Palmas Académicas de Francia (Chevalier)
- Caballero de Malta
- La Gran Cruz del Mérito  (Orden del Mérito de la República Federal de Alemania)